# جون هوبير
جون هوبير (بالإنجليزية: John Hubert)‏ هو لاعب كرة قدم أمريكية أمريكي، ولد في 24 فبراير 1991 في واكو في الولايات المتحدة.